# Teufelsnachtschwalbe
Die Teufelsnachtschwalbe (Eurostopodus diabolicus) ist eine Vogelart aus der Familie der Nachtschwalben (Caprimulgidae). Sie kommt im Norden und in der Mitte der indonesischen Insel Sulawesi vor.

## Merkmale
Die Teufelsnachtschwalbe erreicht eine Körperlänge von 26 cm. Die Männchen sind nur aus Feldbeobachtungen bekannt. Die graubraune Oberseite ist braun, gelbbraun und hellbraun gesprenkelt und gefleckt. Der Scheitel ist breit schwärzlich gestreift. Es ist kein Nackenband vorhanden. Die braunen Flügeldecken sind zimtbraun gefleckt und gezackt. Die Schulterblätter sind schwärzlich, die Federspitzen sind zimtfarben gezackt. Das Kehlband ist beim Männchen weiß, beim Weibchen kräftig lohfarben. Die braune Unterseite ist zimtfarben und hell gelbbraun gestreift und gefleckt, am Bauch und an den Flanken geht die Musterung in helle gelbbraune Streifen über. Der sehr schmale Schwanz ist an der Spitze gelbbraun. Das Weibchen hat einen kleinen weißlichen Fleck auf der dritten und vierten äußersten Handschwinge, der vielleicht auch beim Männchen vorhanden sein könnte. Die Iris ist dunkelbraun, der Schnabel schwärzlich. Die Beine und Füße sind dunkelbraun.

## Etymologie
Sowohl der Trivialname als auch der wissenschaftliche Name der Teufelsnachtschwalbe gehen auf Interpretationen ihrer Lautäußerungen zurück. Einige Autoren berichten, dass der Vogel im Flug einen plip-plop-Ruf macht, der an tropfendes Wasser erinnert, was von Einheimischen auch mit dem Geräusch eines Vogels verglichen wurde, der einem Menschen ein Auge ausreißt. Da diese Beschreibung jedoch nicht mit neueren Berichten über den Ruf des Vogels übereinstimmt, handelt es sich wohl um eine irrtümliche Interpretation.

## Lebensraum
Die Art ist möglicherweise auf Primärwälder in Lichtungen und Lücken oder entlang von Straßen, Wegen und Rändern beschränkt. Sie wurde in Tieflandwäldern, Bergwäldern und montanen Wäldern nachgewiesen, einschließlich in mäßig abgeholzten Gebieten in Höhenlagen zwischen 250 m und 2300 m. Die Teufelsnachtschwalbe nutzt häufig Waldlichtungen, sowohl natürliche als auch vom Menschen geschaffene, zum Ruhen oder Nisten.

## Lautäußerungen
Der Teufelsnachtschwalbe gibt eine Reihe von verschiedenen Lauten von sich. Während des Fluges stößt der Vogel laute, aufsteigende fWIP! fWIP-Töne aus, die im Abstand von einer Sekunde erfolgen. Diese Töne können auch sporadischer auftreten und werden manchmal plötzlich und dicht beieinander als fWIP-WIK! fWIP-WIK! wiedergegeben, wobei der letzte Ton kürzer und schärfer ist als der erste. In der Ruhephase trillert der Vogel möglicherweise eine Reihe schneller, konstanter TWIk-TWIk-TWIk-Töne, die ähnlich wie die paarweise gesungenen Rufe klingen. Jeder Ton beginnt laut, endet jedoch leise. Der Gesang nimmt im Allgemeinen in Lautstärke und Tonhöhe ab und dauert etwa 2 bis 6 Sekunden. Bei einem aufgezeichneten Triller ging dem Gesang eine kleine Anzahl schwacher, tiefer qu/wick!-Töne voraus. Bei Störungen kann die Teufelsnachtschwalbe auch knurrende Laute von sich geben, die eine Drohgebärde begleiten. Dennoch ist der Gesang nur selten zu hören, was teilweise die Unauffälligkeit der Art erklären könnte.

## Lebensweise
Wie andere Nachtschwalben auch, ernährt sich diese Art von Fluginsekten. Sie jagt am Waldrand und ist in der Abend- und Morgendämmerung aktiv. Über ihre Ernährung ist jedoch nur wenig bekannt. Die Nahrung umfasst hauptsächlich nachtaktive Insekten wie Nachtfalter.
Die Teufelsnachtschwalbe erreicht im Alter von 5,4 Jahren die Geschlechtsreife. Die Brutzeit reicht von März bis Oktober, wobei diese Zeitspanne wahrscheinlich zwei verschiedene Brutzeiten umfassen könnte. Sie nistet und schläft am Boden, wobei sie mit ihrem Gefieder tagsüber in der umgebenden Laubstreu gut getarnt ist. Der Vogel baut seine Nester in offenen Flächen mit etwas Deckung durch umliegende Stämme und Vegetation wie Farne und Moos. Das Nest besteht aus einer flachen Ausschabung und einigen Blättern, wobei ein Nest mit einer Tiefe von 1 cm und einer Breite von 14 cm gemessen wurde. Darin wird ein cremefarbenes Ei mit braunen Flecken gelegt. Beobachtete Nester enthielten in der Regel nur ein einziges Ei oder Küken, das die Eltern einen Monat oder länger aufzogen. Bei Störungen am Nest spreizen die Teufelsnachtschwalben ihre Flügel und ihren Schwanz, rufen mit weit aufgeklafftem Schnabel und zeigen Drohgebärden.

## Gefährdung und Schutz
Bald nach ihrer Entdeckung im Jahr 1931 durch den deutschen Entomologen Gerd Heinrich war diese Art verschollen, bis sie 1996 von K. David Bishop und Jared Diamond wiederentdeckt wurde. Die Rote Liste gefährdeter Arten der IUCN stuft die Teufelsnachtschwalbe als „gefährdet“ (vulnerable) ein. Ihre Population ist auf ein begrenztes Verbreitungsgebiet beschränkt und wird auf 2500 bis 10.000 geschlechtsreife Individuen geschätzt. Der Populationstrend ist rückläufig. Die Bedrohung geht vor allem vom Verlust ihres Lebensraums aufgrund von Urbanisierung, Landwirtschaft (z. B. Kokosnussplantagen), Holzeinschlag, Rattanernte und Bergbau aus, selbst in geschützten Gebieten, da einige dieser Aktivitäten illegal durchgeführt werden. Die meisten Tieflandwälder in Sulawesi sind weitgehend verschwunden oder fragmentiert. Allein zwischen 1990 und 2000 gingen 20 % der Waldfläche in der Region verloren. Wiederaufgeforstete Sekundärwälder bieten zwar Lebensraum, scheinen aber eine geringere Vielfalt an endemischen Arten zu beherbergen als ursprüngliche Primärwälder. Trotz ihres geringen Verbreitungsgebiets kann sich die Art besser an gestörte Gebiete anpassen als bisher angenommen, da sie die Randbereiche der abgeholzten Gebiete nutzt. Sie wurde in zwei Schutzgebieten gesichtet und ist weiter südlich verbreitet als bisher angenommen.